# Aleksandr Korneïev
Pour les articles homonymes, voir Korneïev.
Aleksandr Vladimirovitch Korneïev (en russe : Александр Владимирович Корнеев) est un ancien joueur de volley-ball russe né le 11 septembre 1980 à Moscou (alors en URSS). Il mesure 2,00 m et joue réceptionneur-attaquant. Il totalise 159 sélections en équipe de Russie.

## Clubs
| Club                     | De        | À         |
| ------------------------ | --------- | --------- |
| Samotlor Nijnievartovsk  | 1996-1997 | 1997-1998 |
| Lokomotiv Belgorod       | 1998-1999 | 2001-2002 |
| Luch Moscou              | 2002-2003 | 2002-2003 |
| Dinamo Moscou            | 2003-2004 | 2003-2004 |
| Luch Moscou              | 2004-2005 | 2004-2005 |
| Dinamo Moscou            | 2005-2006 | 2007-2008 |
| Zenit Kazan              | 2008-2009 | 2008-2009 |
| Goubernia Nijni Novgorod | 2009-2010 | 2009-2010 |
| Dinamo Moscou            | 2010-2011 | 2010-2011 |
| Oural Oufa               | 2011-2012 | 2011-2012 |

## Palmarès

### Club et équipe nationale
- Ligue mondiale
  - Finaliste : 2007
- Coupe du monde
  - Finaliste : 2007
- Championnat d'Europe des moins de 21 ans (1)
  - Vainqueur : 1998
- Coupe de la CEV
  - Finaliste : 2002
- Championnat de Russie (5)
  - Vainqueur : 2000, 2002, 2006, 2008, 2009
  - Finaliste : 1999, 2004, 2007, 2011
- Coupe de Russie (1)
  - Vainqueur : 2006
  - Finaliste : 2003, 2007, 2009, 2010

### Distinctions individuelles
- Meilleur attaquant du Final Four de la coupe de Russie 2008